# Parafia Dobrego Pasterza w Węgorzewie
Parafia Dobrego Pasterza w Węgorzewie – rzymskokatolicka parafia leżąca w dekanacie Węgorzewo, należącym do diecezji ełckiej.

## Historia
Katolicy pojawili się na terenie Węgorzewa na początku XVIII wieku. Wyznanie to reprezentowali przybili tu w 1718 kirasjerzy, których koszary założone zostały przy obecnej ul. Pionierów. W 1841 miasto zamieszkiwało 10 wyznawców katolicyzmu. Ich liczba wzrosła do końca XIX wieku. W okresie po 1903 msze odbywały się tu sześć razy w roku i były prowadzone przez księży dojeżdżających z Gołdapi, natomiast od 1910 rozpoczęto je odprawiać raz w miesiącu, a opiekę duszpasterską prowadzili tu kapłani z Kętrzyna. W 1912 w mieście oraz pobliskich miejscowościach było już 250 katolików.
W latach 1912–1913 przy ówczesnej ulicy Bismarcka 2 wybudowana została modernistyczna kaplica Dobrego Pasterza, jej poświęcenia dokonano 5 listopada 1913. Budowa obiektu była możliwa dzięki wsparciu udzielonemu przez kupca Franza Tietza i urzędnika pocztowego Augusta Hochmanna.
W okresie I wojny światowej msze w kaplicy były sprawowane przez ks. Wojciecha Rogaczewskiego, będącego kapelanem szpitala wojskowego w Kętrzynie. 1 grudnia 1919 placówce w Węgorzewie przydzielony został własny duszpasterz o nazwisku Nieswandt. W mieście mieszkało wówczas 120 katolików, a na terenie powiatu kolejne 280 wyznawców. Kolejnym księdzem pełniącym posługę przy kaplicy został w 1920 ks. Paul Rehnke, a jego następcą mianowano w 1926 ks. Josefa Braunfischa.
18 października 1928 została tu utworzona samodzielna parafia, której proboszczem został ks. Braunfisch. W 1931 na stanowisku zastąpił go ks. Alfons Brocki, pełniący tę funkcję do 1943, kiedy kolejnym proboszczem mianowano ks. Alfonsa Martina.
Parafia funkcjonowała do końca II wojny światowej. W 1947 przez katolików został przejęty ewangelicki kościół św. Piotra i Pawła, gdzie utworzona została nowa parafia, zastępując dotychczasową jednostkę. Kaplica Dobrego Pasterza stała się wówczas podległym jej kościołem rektoralnym.
Dzięki decyzji ks. bp. Tomasza Wilczyńskiego 4 grudnia 1960 obsługę kościoła Dobrego Pasterza rozpoczęli księża salwatorianie.
24 czerwca 1989 na mocy dekretu biskupa warmińskiego Edmunda Piszcza z mocą obowiązującą od 1 lipca 1989 parafia Dobrego Pasterza została reaktywowana i rozpoczęła funkcjonowanie jako druga parafia rzymskokatolicka na terenie miasta obok parafii św. Piotra i Pawła. Jej pierwszym proboszczem został ks. Joachim Strzelecki.
1 lipca 1990 z terytorium obu funkcjonujących w mieście parafii kościoła rzymskokatolickiego została wydzielona nowa parafia Matki Bożej Fatimskiej, w której pracę pełnią również salwatorianie.

## Zasięg parafii
Do parafii należą wierni z Węgorzewa mieszkający przy ulicach: Granicznej, Jaracza, Krótkiej, Ofiar Katynia, Placu Wolności, Pionierów, Poprzecznej, Portowej, Przemysłowej, Reymonta, Towarowej, Zamkowej(od nr. 24) i Zesłańców Sybiru oraz wierni z miejscowości: Janówko, Mały Trygort, Ruska Wieś i Trygort.
Parafia skupia około 1700 katolików z zamieszkujących na obszarze objętym jej terytorium ponad 2000 osób, pozostali należą do innych wyznań.

## Proboszczowie
- ks. Joachim  Strzelecki SDS (1989 - 1990)
- ks. Jerzy  Buzkiewicz SDS (1990 - 1994)
- ks. Roman  Pasieczny SDS (1994 - 1998)
- ks. Piotr  Mazurek SDS (1998 - 2017)
- ks. Rafał Chwałkowski SDS (2017-2021)
- ks. Stanisław Pajestka SDS (2021-2025)
- ks. Marcin Żydzik SDS (2025-)